# 소호령길
소호령길은 울산광역시 울주군 상북면 소호리와 두서면 차리를 잇는 도로이다. 고헌산에 위치하고 있으며 전 구간이 편도1차선이다. 울산에서 유일하게 경주시 산내면을 거치지 않고  소호리로 연결되는 도로이다.

## 노선 경로
- 구량차리로에서 분기
- 소호대곡길에 합류